# Lintot
Lintot är en kommun i departementet Seine-Maritime i regionen Normandie i norra Frankrike. Kommunen ligger i kantonen Bolbec som tillhör arrondissementet Le Havre. År 2022 hade Lintot 479 invånare.

## Befolkningsutveckling
Antalet invånare i kommunen Lintot
| Referens: INSEE |